# A varázskalap
A varázskalap (eredeti cím: Čarobnjakov šešir) 1990-ben bemutatott horvát rajzfilm, amely az 1986-ban bemutatott Elvarázsolt erdő című rajzfilm folytatása.
Horvátországban 1990. augusztus 19-én mutatták be a mozikban, Magyarországon az első filmmel együtt 2002. október 23-án adták ki DVD-n a Cinetel Kft. forgalmazásában.

## Szereplők
| Szereplő         | Eredeti hang       | Magyar hang     | Leírás |
| ---------------- | ------------------ | --------------- | --- |
| Varázsló         | Ivo Rogulja        | Zámbori Soma    | Az elvarázsolt erdő törpe varázslója, Eburon király új szolgája, aki a varázskalapjával és mágikus erejű karddal felveszi a harcot. |
| Napfény hercegnő | Nada Rocco         | F. Nagy Erika   | Az elvarázsolt erdő tündéreinek a hercegnője.                                                                                       |
| Fagy király      | Dragan Milivojević | Bolla Róbert    | A jégbirodalom uralkodója, aki leigázza az egész világot a jégbanyái segítségével.                                                  |
| Medveckimac      | Emil Glad          | Faragó András   | Egy erős medve az elvarázsolt erdőben.                                                                                              |
| Hódokhódja       | Ljubo Kapor        | Bodrogi Attila  | Egy hód apuka az elvarázsolt erdőben.                                                                                               |
| Nyuszi           | N/A                | Harsányi Bence  | Szamártövis társa a kalapból. |
| Kiki             | Slavica Knezevic   | Mánya Zsófi     | Egy rakoncátlan tündér, a Napfény hercegnő húga.                                                                                    |
| Dó               | Slavica Fila       | Pálmai Szabolcs | A három sün fiútestvér az elvarázsolt erdőben.                                                                                      |
| Ré               | Đurđa Ivezić       | Pipó László     | A három sün fiútestvér az elvarázsolt erdőben.                                                                                      |
| Mi               | Nevenka Filipović  | Kapu Hajni      | A három sün fiútestvér az elvarázsolt erdőben.                                                                                      |
| Eburon király    | Dragan Milivojević | Simon György    | A törpék királya. |
| Narrátor         | Dragan Milivojević | Bozai József    | – |
| Pingvin          | N/A                | Kárpáti Levente | Kiremmorog császár titkára, aki barátságot köt az elvarázsolt erdő lakóival.                                                        |
| Fóka             | N/A                | Ősi Ildikó      | Egy játékos kedvű nőstény fóka, a pingvin játszótársa, aki szintén barátságot köt az elvarázsolt erdő lakóival.                     |
| Fon Ferdinánd    | Damir Mejovsek     | Hegedűs Miklós  | Egy repülő tűzokádó sárkány, aki segít az elvarázsolt erdő lakóinak a fagyhaláltól.                                                 |
| Csigabiga        | Sven Lasta         | Pálfai Péter    | Egy csiga az elvarázsolt erdőben.                                                                                                   |
| Márta            | Sven Lasta         | Bajza Viktória  | Egy teknős hölgy az elvarázsolt erdőben.                                                                                            |
| Farkas           | N/A                | Varga Tamás     | A fagy császár szolgái. |
| Menyét           | N/A                | Moser Károly    | A fagy császár szolgái. |
| Gondolás gyík    | Rikard Simonelli   | Simon Aladár    | Egy olasz akcentussal beszélő sárga hüllő, Nepton király birodalmában.                                                              |
| Vakivak          | N/A                | Simon Aladár    | Egy vakond az elvarázsolt erdőben.                                                                                                  |
| Nepton király    | N/A                | Kapácsy Miklós  | A vizek királya, aki nem szereti, ha valaki megzavarja az álmát.                                                                    |

## Televíziós megjelenések
Duna TV, M1 

## Betétdalok
| Magyar               | Horvát            |
| -------------------- | ----------------- |
| Nappal álom          | Carobnjakov Sesir |
| Fagy király          | Car Mrazomor      |
| A szív is lángol már | Shake Your Booty  |